# Marielena (1992)
Marielena é uma telenovela estadunidense e espanhola produzida pela Capitalvision International Corporation para a Telemundo e Televisión Española e exibida entre 1992 e 1993 pela Telemundo em 228 capítulos e também exibida no La 1. Foi protagonizada por Lucía Méndez e Eduardo Yáñez com atuação antagônica de Zully Montero.
Escrita por Delia Fiallo e sendo um remake da venezuelana Querida mamá, foi produzida por José Enrique Crousillat e adaptada por Tabaré Pérez e Isamar Hernández.
Foi exibida no Brasil pelo SBT entre 1 de junho de 1993 a 1 de janeiro de 1994 em 185 capítulos.

## Enredo
Marielena é uma jovem secretária de classe baixa, firme em seus valores cristãos, decente e muito ligada à família.  Porém, o amor a pegará de surpresa ao conhecer Luis Felipe e seu coração estremecer.
Secretária executiva recém-formada, ela decide procurar trabalho.  Em seguida, ele reencontra Luís Felipe, que será seu chefe.  Com o passar dos dias, ela sente uma atração por ele que será impossível esconder.
Ela duvida do relacionamento com o atual namorado, até que descobre que a pessoa por quem está apaixonada é um homem casado com a dona da empresa, uma senhora distinta que está com Luis Felipe há mais de 15 anos.
Marielena sofre com a verdade, mas é impossível parar o sentimento.  Um dia, incapaz de resistir mais, ela se rende a ele e então começa sua própria provação, escondendo de sua mãe e irmãos que ela é a amante de um homem casado.
Assim, ele vive escondendo e negando perante a sociedade a vida dupla que agora deve levar ao amá-lo.  Ele enfrentará todos os tipos de obstáculos: Cláudia, esposa de Luis Felipe, descobre tudo e se torna seu pior pesadelo.
Carmela, mãe de Marielena, ao saber da situação, adoece e chantageia a filha com sua possível morte para separá-la de seu grande amor.  Marielena vai morar com Luis Felipe, mas a solidão e a rejeição das pessoas que ela ama vão acabando com ela até que ela decide forçar Luis Felipe a tomar uma decisão: ou Cláudia ou ela.
Luis Felipe decide ficar ao lado de Cláudia, que o chantageia mais uma vez com seu estado de saúde.
Marielena muda de cidade e decide viver outra vida longe dele e do sustento de sua família.  Em Los Angeles, ela conhece Estêvão, um homem que lhe dá confiança, apoio e um emprego.
Tempos depois, casa-se com ele, e ao voltar para Miami tornou-se dona daquela empresa onde foi secretária e foi humilhada por Claudia e seus amigos. Ela também reencontra Luís Felipe e seu passado, que a confronta e tem que escolher entre o amor verdadeiro e o homem que a ama e lhe dá segurança e respeito. Como sua mãe e sua família, que a lembram novamente que deve decidir o caminho que deve seguir.

## Elenco
- Lucía Méndez .... Marielena Muñoz
- Eduardo Yáñez .... Luis Felipe Sandoval
- Zully Montero .... Claudia Brusual de Sandoval
- Caridad Ravelo .... Chela
- María Canals Barrera .... Nancy
- Mayte Vilán .... Mercedes "Meche" Muñoz
- Eva Tamargo Lemus .... Cecilia Ruiz
- María José Alfonso .... Carmela
- Salvador Pineda .... Esteban Serrano
- Cristina Karman .... Yolanda "Yoli" Muñoz
- Mara Croatto .... Graciela Serrano
- Martha Picanes .... Olga
- Germán Barrios .... Nicanor
- Julio Alcázar .... Andrés Peñaranda
- Manolo Villaverde .... Teo Varela
- Miguel Gutiérrez .... Rufino
- Luis G. Oquendo .... Urbano González #1
- Miguel Paneke .... León
- Juan Carlos Antón .... Xavier Varela
- Xavier Coronel .... Alfredo
- Frank Falcon .... Enrique "Kike" Muñoz
- Abraham Méndez .... Tato
- Marcos Casanova .... Padre Hilario
- Griselda Nogueras .... Fucha de Varela
- Aurora Callazo .... Leticia Brusual de Peñaranda
- Marta Velasco .... Telma
- Rosa Felipe .... Rosalia
- Sandra Haydee .... Esperanza
- Ivon D'Liz .... Purita
- Alexa Kube .... Melissa Peñaranda
- Luz Marabet .... Zuleima
- Isaura Mendoza .... Maria
- Bertha Sandoval .... Enriqueta
- Niola Montes .... Amparo
- Julia Menedez .... Victoria
- Anardis Vega .... Nikky
- Larry Villanueva .... Andrés "Andy" Peñaranda
- Gellerman Barait .... Roberto
- Emiliano Díez .... René
- Maribel González .... Reina
- Nelson E. Guerrero .... Camacho
- Barbie Hernan .... La Chueca
- Odalys Rivero .... Valentina
- Mellissa Duque de Estrada .... Tete
- Emanuel Gironi .... Carlos
- Salvador Levy .... Urbano González

## Versões
- O canal venezuelano Venevisión realizou a primeira versão desta telenovela. Devido a uma lei que limitava o número de capítulos o argumento foi inicialmente escrito para ser uma telenovela curta que levou o título Querida mamá (1982), protagonizada por Hilda Carrero e Eduardo Serrano. Devido ao êxito da telenovela foi deixado um final aberto com o asaassinato sem resolver de Gloria (personagem que foi interpretada pela atriz Eva Blanco) e cujo assassino não foi descoberto até a emissão da segunda parte, que finalmente não foi emitido. Com a produção de Marielena foi adicionado o argumento da segunda parte e finalmente foi possível saber quem foi o verdadeiro assassino.
- A produtora peruana América Producciones realizou para o canal América Televisión em 2001 uma versão desta telenovela intitulada Soledad, produzida também por José Enrique Crousillat e protagonizada por Coraima Torres, Guillermo Pérez e Lupita Ferrer. A adaptação e o roteiro foram escritos por Maritza Kirchhausen e Luis Felipe Alvarado.[3]